# B. Clay Moore
B. Clay Moore (...) è un fumettista statunitense.
Raggiunse la notorietà come scrittore e co-creatore di Hawaiian Dick, pubblicato nel 2002 dalla Image Comics. Dopodiché creò Battle Hymn, con Jeremy Haun, e The Expatriate, con Jason Latour sempre per la Image Comics, e inoltre The Leading Man, ancora con Jeremy Haun, per la Oni Press. Moore ha scritto anche per i tipi della Harris Publications, della Devil's Due, della Marvel Comics, della DC Comics, della Slave Labor Graphicse della Pennyfarthing Press.